# Americus (Kansas)
Americus – miasto w Stanach Zjednoczonych, w stanie Kansas, w hrabstwie Lyon.